# OpenGL Utility Toolkit
OpenGL Utility Toolkit, GLUT – biblioteka użytkowa, która wykonuje głównie operacje wejścia/wyjścia na poziomie systemu operacyjnego.
Głównymi dwoma celami biblioteki GLUT są:
- umożliwienie prostego, przenośnego kodu na wiele platform (GLUT jest niezależny od platformy)
- ułatwienie procesu uczenia się OpenGL-a.

GLUT zostało napisane przez Marka J. Kilgarda, autora książek OpenGL Programming for the X Window System oraz The CG Tutorial: The Definitive Guide to Programmable Real-Time Graphics.

## Możliwości
Niektóre funkcje biblioteki GLUT:
- definicja i zarządzanie oknami
- monitorowanie myszy i klawiatury
- rysowanie niektórych podstawowych brył geometrycznych (sześcianów, kuli oraz czajniczków z Utah)
- niektóre ograniczone funkcje przy tworzeniu wyskakujących okienek (ang. pop-up).

## Programowanie
Pierwsze kroki w OpenGL-u z użyciem biblioteki GLUT zaczynają się zwykle z zaledwie kilkoma wierszami kodu potrzebnymi do uruchomienia najprostszej aplikacji korzystającej z OpenGL-a. Bardzo ważną zaletą GLUT-a jest brak wymagania jakiejkolwiek znajomości okienkowego API danego systemu operacyjnego.
Funkcje biblioteki GLUT zaczynają się od prefiksu glut (dla przykładu: glutPostRedisplay ponownie renderuje bieżący ekran).

## Alternatywne implementacje
Freeglut i jego siostrzane projekty, jak na przykład OpenGLUT są alternatywnymi, opartymi na idei wolnego oprogramowania wersjami biblioteki GLUT. Freeglut stara się mieć identyczne funkcje jak oryginał, podczas gdy OpenGLUT dodaje kilka nowych możliwości do API. Obie posiadają przewagę nad pierwotną bibliotekę, dającą użytkownikowi możliwość dowolnego modyfikowania i redystrybuowania.